# Demetrio Stratos
Efstratios Dimitriou (Griego: Ευστράτιος Δημητρίου; 22 de abril de 1945 – 13 de junio, de 1979), conocido artísticamente como Demetrio Stratos, fue un cantante italiano, multi-instrumentista, investigador de música, así como co-fundador, frontman y líder de la banda de rock progresivo italiana: Area.
Nacido y criado en Alejandría, Egipto, de padres griegos,  estudió piano y acordeón en el Conservatorio Nacional de Grecia. En 1957 fue enviado a Nicosia, Chipre, y, a la edad de 17, se mudó a Milán, Italia, para ingresar al politécnico de esa ciudad en la Facultad de Arquitectura, donde formó su primer grupo musical. En 1967, se unió a la banda italiana de música beat I Ribelli, y en 1972 fundó Area.
Grabó muchos discos, y visitó festivales en Italia, Francia, Portugal, Suiza, Países Bajos, Cuba y Estados Unidos con Area, como solista y en colaboración con otros artistas. Trabajó junto con músicos, cantantes, escritores, poetas, directores y otros personajes, como Mogol, Lucio Battisti, Gianni Sassi, Gianni Emilio Simonetti, Juan Hidalgo, Walter Marchetti, John Cage, Tran Quang Hai, Merce Cunningham, Jasper Johns, Andy Warhol, Grete Sultan, Paul Zukofsky, Nanni Balestrini, Claude Royet-Journoud y Antonio Porta.[cita requerida]
Estudió etnomusicología, extensiones vocales, canto de música asiática, musicología comparada, el problema de la vocalidad étnica, psicoanálisis, la relación entre lengua hablada y la psique, los límites de la lengua hablada. Era capaz de alcanzar 7,000 Hz con su voz, y de interpretar lo que él llamaba diplofonías, triplofonías y también cuatrofonías. Daniel Charles le ha descrito como la persona que diezmó la monodia por la desmultiplicación del espectro acústico. Sus habilidades vocales se exploraron y se documentaron.[cita requerida]
Stratos murió en el Memorial Hospital de la ciudad de Nueva York el 13 de junio de 1979, a la edad de treinta y cuatro años. Su misión era liberar la expresión vocal de la esclavitud de la lengua y las melodías bonitas. Consideraba la exploración del potencial vocal como herramienta de liberación psicológica y política. Sus estudios de la voz utilizada como instrumento musical le llevó a alcanzar los límites de las capacidades humanas. La búsqueda asombrosa de Stratos trae muchas sugerencias de los campos inexplorados de investigación, todavía no estudiadas.

## Biografía

### Los primeros años: 1945–1971
Nació en Alejandría, Egipto, el 22 de abril de 1945, de padres griegos (Janis Demetriou y Athanassia Archondoyorghi). Pasó sus primeros 13 años en Alejandría, donde estudió piano y acordeón en el prestigioso Conservatorio de Atenas (Conservatorio Nacional de Atenas), y estudió inglés en la British Boys School. Como más tarde él mismo señaló, el hecho de haber nacido en Alejandría le hizo sentir como un especial y privilegiado “portero” en un hotel internacional, destinado a vivir la experiencia del paso de la gente y para ayudar al verdadero “tráfico” de la cultura en el área mediterránea, tan llena de diversos grupos étnicos e intensas prácticas musicales. Su familia era de religión ortodoxa griega, así que durante su infancia escuchó canciones bizantinas religiosas, música árabe tradicional y los inicios tempranos del rock and roll. Todos estos sonidos le influyeron fuertemente para el resto de su vida.  En 1957, debido a los acontecimientos políticos que alteraron Egipto, fue enviado a la Universidad Católica de la Tierra Santa, en Nicosia, Chipre, donde, dos años más tarde, se le unió su familia.
En 1962, él y su familia se mudaron a Milán, Italia, donde ingresó a la Facultad de Arquitectura del Politécnico de Milán. En 1963, formó su primer grupo musical y tocó en vivo en el Festival de la “Casa dello studente” (La Casa del Estudiante), en algunos de los bares locales como la Santa Tecla y el Intra's al Corso. De manera fortuita, el cantante original del grupo no estuvo disponible para cantar una noche debido a un accidente automovilístico menor, por lo que Stratos entró en su lugar, comenzando así su incursión en el canto. Su repertorio en aquel tiempo era una mezcla de soul, blues y rhytm and blues. En este periodo, Stratos también trabajó en muchos estudios de grabación en Milán, tocando los teclados.
En 1967,  se unió a la banda italiana de música beat I Ribelli (“Los rebeldes”) como tecladista. Con ellos, grabó muchos hit singles, omo Chi mi aiuterà, Oh Darling! y Pugni chiusi, una canción que se convirtió en un símbolo italiano de la década de los 60, y la fama de Stratos rápidamente creció en Italia. En 1969, la banda lanzó su álbum de estudio homónimo, I Ribelli.
En 1970, dejó I Ribelli y formó un grupo con algunos músicos ingleses, incluido el baterista Jan Broad, y comenzó a dedicarse a su investigación en música y voz, experimentando con el fenómeno vocal. Su interés en esta investigación empezó cuando observó a su hija Anastassia (quien nació en 1970) durante su etapa de balbuceo, cuando los niños no son capaces de hablar correctamente todavía. Stratos notó al mirar a su hija que un niño inicialmente “juega” y “experimenta” con su propia voz, pero entonces la riqueza del sonido vocal se pierde en la adquisición del lenguaje verbal. “El niño pierde el sonido con la finalidad de organizar las palabras”. Esta observación de Stratos era fundamental para su poesía. Esta conexión lenguaje-voz y su experimentación con ella fue el sello distintivo de su carrera artística.
En 1971,  grabó el sencillo Daddy's dream en solitario, publicado por Número Uno, una compañía de grabación, de la cual es propietario Mogol y Lucio Battisti. Su implicación con la música comercial terminó definitivamente después de esta grabación.

### Area: 1972–1978
En 1972, Demetrio Stratos y el baterista Giulio Capiozzo fundaron Area, una bien conocida banda italiana de rock progresivo y jazz fusión. La formación original incluía a Eddie Busnello (saxofón, Patrick Djivas(bajo eléctrico, Leandro Gaetano (piano) y Johnny Lambizzi (guitarra líder. Poco tiempo después, Busnello y Djivas dejaron el grupo, y se unieron Patrizio Fariselli y Paolo Tofani. Djivas se unió a Premiata Forneria Marconi (PFM), y fue reemplazado por Ares Tavolazzi. Stratos grabó muchos discos con Area, así como en colaboración con Gianni Sassi, el dueño de Cramps Records, como artista solista.
En 1973, Stratos participó en la octava Bienal de París, y Area lanzó su primer álbum de estudio, Arbeit macht frei ("El trabajo libera"), tomado de la inscripción que estaba en la puerta de la entrada del campo de concentración de Auschwitz.
En 1974, Area estuvo de gira en festivales de Francia, Portugal y Suiza. Gradualmente, Stratos se introdujo cada vez más profundamente en el misterioso mundo de los sonidos vocales, retomando y ampliando su inmenso trabajo en la importancia de la voz en las civilizaciones de Asia y Oriente Medio. En Milán, trabajó junto con Gianni Emilio Simonetti, Juan Hidalgo y Walter Marchetti, fundadores del grupo Zaj (un grupo de música experimental y performance formado en 1959), en el contexto de la experiencia Fluxus (una red internacional de artistas, compositores y diseñadores que destaca por la mezcla de diferentes medios artísticos y disciplinas), y entonces se involucró con la música de John Cage, con quien  grabó una de sus obras vocales, Sixty-Two Mesostics Re Merce Cunningham, en una versión para voz sola y micrófono. Posteriormente, cantó en numerosos festivales ante grandes audiencias, principalmente jóvenes. En el festival de la juventud proletaria en el Parque Lambro, Milán, Stratos interpretó Mesostics delante de 15,000 personas. Más tarde, esta pieza se incluyó parcialmente en las grabaciones dedicadas a la música de John Cage, Nova Musicha N. 1: John Cage (CRSLP 6101), grabada y distribuida por Crambs Records, e inauguró la serie Nova Musicha. Mientras tanto, Area grabó y publicó su segundo álbum de estudio, Caution Radiation Area.
Asia Performance John Cage
En 1975, Stratos se involucró en el campo de la musicología comparada y estudió los problemas de la vocalidad étnica, los métodos vocales en la música del este de Asia, y—en particular— las técnicas del canto difónico. Se fue involucrando profundamente en el misterioso mundo de los diversos sonidos que se producen con la voz, ampliando su enorme investigación acerca de la importancia de la voz en civilizaciones de Asia y Oriente Medio. También en 1975, Area publicó su tercer álbum de estudio, Crac!
En 1976, publicó su primer álbum de estudio como artista solista, Metrodora, resultado de sus estudios e investigaciones vocales. El título y la letra que está incluida estuvo inspirada en Metrodora, una médica bizantina del siglo VI. En París, Stratos contactó a Emile Leipp, el director del Laboratorio de Acústica en la Universidad París VI (Facultad de Ciencias). Area publicó su quinto álbum de estudio, Maledetti (Maudits), y la banda salió de gira, dando exhibiciones en algunos festivales en Francia y en Portugal. Junto con Patrizio Fariselli (piano preparado), Paolo Tofani (guitarra y sintetizador), Paul Lytton (percusión) y Steve Lacy (saxofón soprano), se presentó en el Aula Magna de la Universidad de Milán. La grabación en vivo de aquel concierto, Event '76, fue publicada por Cramps Records en 1979.
En este periodo, Stratos se involucró en el estudio del psicoanálisis e investigó la relación entre lengua hablada y la psique. Stratos habló en varios seminarios en el Instituto de Glotología y Fonética de la Universidad de Padua, en Italia, formulando su propia y verdadera "pedagogía de la voz". En Padua, trabajó junto con Ferrero y Lucio Croatto, del Centro Médico de Foniatría, para investigar la relación de la lengua y las técnicas vocales. Stratos subrayó el lazo entre el lenguaje y la psique, y destacó la conexión entre ellos con los sonidos hechos por sus propias cuerdas vocales, que él consideraba un instrumento musical.
En 1977, el profesor Franco Ferrero exploró y documentó sus capacidades vocales en la Universidad de Padua, un estudio que produjo dos publicaciones científicas. Stratos también se dio tiempo para hacer algunas presentaciones en vivo en el Teatro Arsenale y en la Galería Marconi, en Milán.
Albert Hera le preguntó a Tran Quang Hai, en una entrevista: “¿Qué piensas acerca de Demetrio Stratos?” Tran Quang Hai contestó:

Él aprendió de mí en 1977, en Francia. Vino a mí con un empresario que me dijo que el maestro Demetrio Stratos quería aprender mis técnicas de canto. Se quedó conmigo durante dos horas y aprendió todo. Luego, regresó a Italia y utilizó los ejercicios aprendidos en sus búsquedas personales.
 Tran Quang Hai to Albert Hera (in Italian)

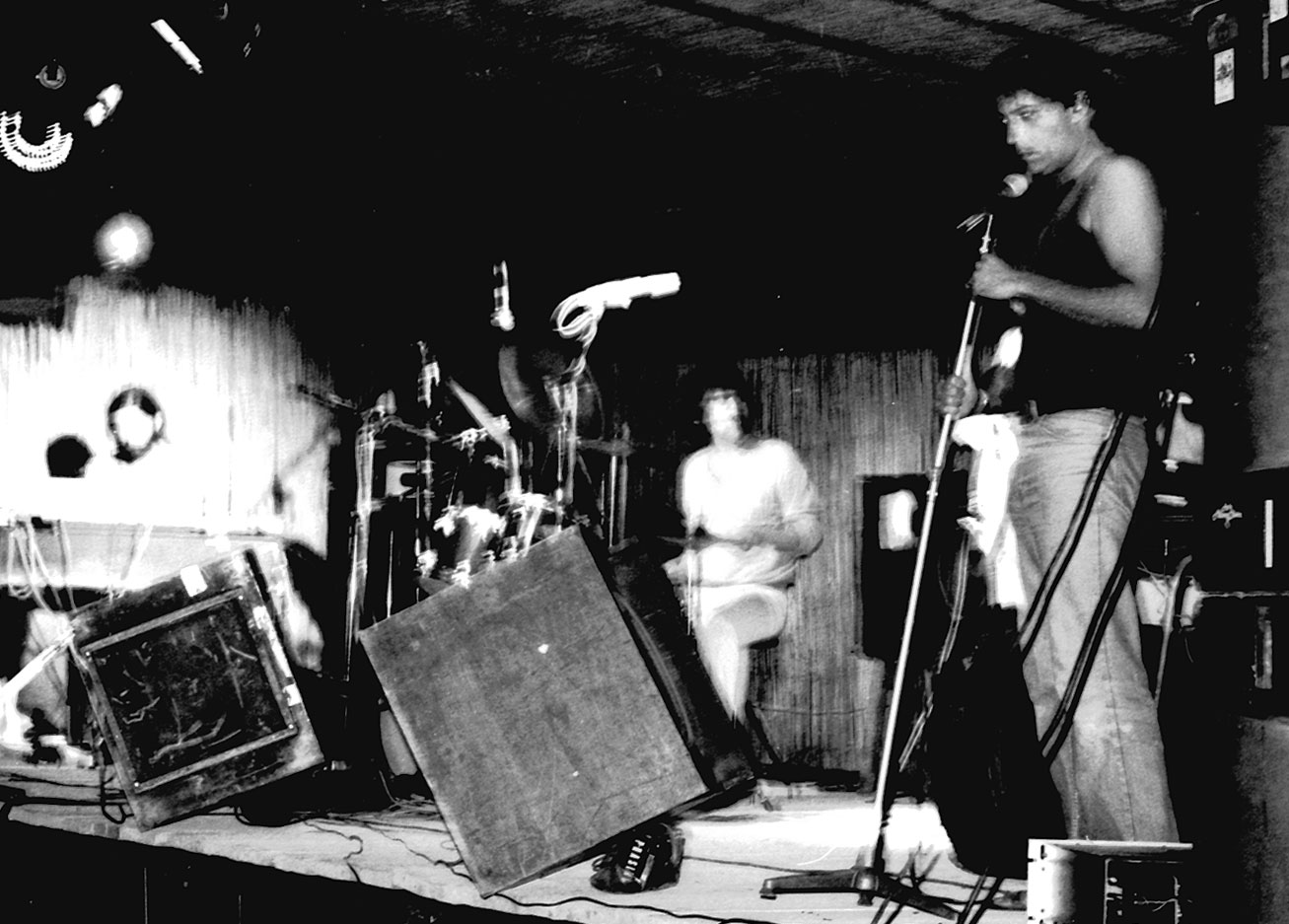
Area en vivo, en Castelmassa (Rovigo), Italia, agosto 1978.

En 1978, Area dejó Cramps Records y se cambió a Ascolto, sello de grabación de CGD. Para Ascolto, lanzaron su sexto álbum de estudio, 1978 Gli dei se ne vanno, gli arrabbiati restano!, el último que incluyó a Demetrio Stratos. Mientras tanto, Stratos continuó con Cramps y Gianni Sassi, como artista solista, publicando Cantare la Voce. En febrero, representando a Grecia, dio un concierto en el Museo de Arte Moderno de París, organizado por el Taller de Creación Radiofónica para la X Bienal Internacional de artistas jóvenes, titulado Musics at an Exhibition (Músicos en una exposición), creado por Daniel Caux. Entonces, se presentó en vivo como artista solista en la Galería Pre-Arte de Milán y fue de gira a Portugal con Area. Su fama internacional creció cuando, por una invitación de John Cage, participó en los conciertos en el Teatro Roundabout en Nueva York, el 18 y 19 de marzo. Esto era el momento  de Event, un espectáculo de Merce Cunningham y la Compañía de Danza, bajo la dirección artística de Jasper Johns, con la contribución y dirección musical de Cage, y también con diseños de escenografía y vestuarios de Robert Rauschenberg, Mark Lancaster y Andy Warhol. En este evento, Stratos produjo una sorprendente variedad de sonidos y efectos sonoros utilizando sólo su voz.
El 2 de junio, Stratos se encontraba en Bolonia para la segunda Semana Internacional de Performance. En Ámsterdam, el 15 de junio, Stratos participó en Sounday, de John Cage, un performance de aproximadamente diez horas ininterrumpidas, de 7:00 a. m. a 5:00 p. m., organizado en el Centrum Bellevue de la Dutch Radio KRO Radio Hilversum IV. En Ámsterdam, Stratos celebró un seminario con una presentación en vivo en el Stedelijk Museum. El 26, 27 y 28 de junio, Stratos participó en el espectáculo de Cage Il Treno di John Cage – Alla ricerca del silenzio perduto (El tren de John Cage – En búsqueda (o Raiders del) del silencio perdido), tres paseos musicales en un tren preparado, rellenos de micrófonos, monitores, 210 cintas de grabación, amplificadores y sonidos aleatorios, todos dirigidos por el mismo Cage, con la asistencia de Walter Marchetti y Juan Hidalgo. El 4 de julio, estuvo en el escenario con Grete Sultan y Paul Zukofsky para un concierto de Cage en el Teatro Margherita, en Génova.
Del 28 de julio al 5 de agosto, Area participó en el Festival Mundial de la Juventud y los Estudiantes (para la Solidaridad Anti-Imperialista, Paz y Amistad) en la La Habana, Cuba. Stratos fue invitado por el ministerio de cultura local para conocer la delegación de músicos mongoles y para participar en una discusión sobre métodos vocales en la música de Asia del este. Al regresar de Cuba, Stratos grabó un poema sonoro, O Tzitziras o Mitziras, para la antología histórico-crítica Futura, lanzada por Cramps Records, en la cual explora la fuerza onomatopéyica de la canción de las cigarras, sugerido por un trabalenguas griego. En septiembre, realiza una presentación en vivo en el Teatro Elfo, de Milán, durante la Settimana John Cage (Semana de John Cage), en la Opéra Louis Jouvet, en París. Fue invitado por John Cage para enseñar un curso relacionado con las posibilidades de la voz humana para el Centro de Música Experimental en la Universidad de San Diego en California.

### Muerte y legado: 1979–presente
En enero de 1979, Stratos grabó Le Milleuna, una interpretación de una hora con letra escrita por Nanni Balestrini, con la interpretación mímica y la acción actuadas por Valeria Mallets. En febrero, estuvo en París para interpretar el personaje de Antonin Artaud en una revisión teatral organizada por France Culture. En el mismo mes, del 8 al 11, estuvo en el teatro Alberico en Roma, donde dio una serie de recitales. Stratos planeó el show Rock ' n' Roll Exhibition con Paolo Tofani y Mauro Pagani para traer a la luz a los grandes músicos de rock and roll de los años 50. Se grabó una sesión de prueba en vivo con una audiencia en el teatro Porta Romana en Milán, y más tarde fue publicada en LP el siguiente junio. También con France Culture, en la serie Poésie Ininterrompue (Poesía Ininterrumpida), dirigida por Claude Royet-Journoud, Stratos dio una larga entrevista con Daniel Charles, donde interpretó numerosas secuencias vocales y proporcionó explicaciones. Stratos dejó Area para poder dedicarse exclusivamente a su búsqueda vocal, experimentación, y en el desarrollo de su propia carrera solista. En el Conservatorio de Música "G. Verdi" de Milán, sostuvo un curso de semiótica de la música contemporánea en la voz. La serie de lecciones continuaron hasta marzo. El viernes 30 de marzo, Stratos dio su último concierto, interpretando solo, en el Teatrino di Villa Reale (Pequeño Teatro de la Villa Real) en Monza.
En abril, Demetrio Stratos fue diagnosticado con un caso severo de anemia aplásica. El 2 de abril fue hospitalizado en la Policlínica de Milán, pero su condición se deterioró rápidamente y fue transferido al Memorial Hospital de Nueva York para continuar con su tratamiento. Mientras tanto, en Italia, sus amigos organizaron un concierto para pagar sus gastos médicos. Muchos músicos aceptaron la invitación para tocar, y el concierto fue planeado para el 14 de junio de 1979. El evento se convirtió en el concierto conmemorativo de Demetrio Stratos, donde más de un centenar de músicos interpretaron frente a una audiencia de 60,000 personas en la Arena de Milán, la primera gran y espontánea reunión de la juventud en Italia. Stratos murió en el Memorial Hospital de Nueva York el 13 de junio de 1979 a la edad de treinta y cuatro años, mientras esperaba un trasplante de médula ósea (la causa oficial de muerte fue infarto agudo de miocardio).
Su muerte cortó de tajo una colaboración con el poeta Antonio Porta, otro miembro de la neovanguardia italiana, en un proyecto conjunto con la música de la voz Stratos alterando no sólo la vanguardia y los músicos experimentales, quienes vieron a Stratos como uno de sus miembros más importantes y representativos, sino a toda la comunidad del espectáculo. La noticia se extendió en todas las direcciones, incluyendo a los medios de comunicación que no estaban al tanto de la música alternativa. En el momento de su muerte, circularon rumores de que su enfermedad estaba relacionada y fue ocasionada por sus secretas y peligrosas prácticas vocales. La gente quería creer que Demetrio Stratos había muerto debido a su osadía que se habría salido de los límites de las posibilidades humanas, como si se tratara de un Ícaro moderno, castigado por querer volar demasiado cerca del Sol.

El memorial a Stratos, que tiene inscrito el principio de la Odisea: Musa, parlami di quell'uomo di multiforme ingegno (“Cuéntame, Musa, la historia del hombre de múltiples senderos”), se encuentra en el Cementerio de Scipione Castello (44°50′02″N44.833815°N 9.958291°E), un pequeño pueblo que es una fracción de Salsomaggiore Terme, una ciudad al norte de Italia, el cual se encuentra en la provincia de Parma, en la región Emilia-Romagna. Cada año desde el 2000, Scipione Castello organiza un festival musical en memoria de Demetrio Stratos.
```
 to have haD
     the idEa
       his Music
    would nEver
          sTop
       the Range
       of hIs
          vOice
would have
   no limitS
        nexT
         foR him
      to leArn was
        in Tibet
after that Out
into vocal Space
```

 Area, Demetrio Stratos, Patrizio Fariselli y Paolo Toffani estuvieron incluidos en la Nurse with Wound list, una lista de músicos y bandas que acompañó el primer álbum de Nurse with Wound, titulado Chance Meeting on a Dissecting Table of a Sewing Machine and an Umbrella y lanzado en 1979. Poco después de su muerte, la banda de rock progresivo italiana Premiata Forneria Marconi dedicó a Demetrio Stratos Maestro della voce (Maestro de la Voz), una canción que está presente en su álbum de 1980 Suonare suonare. El auditorio de Radio Popolare, un estación radiofónica de Milán, recibió el nombre de Demetrio Stratos. La Rassegna di Musica DiversaOmaggio un Demetrio Stratos (Revisión de Música diversa “Homenaje a Demetrio Stratos”) es una reseña que nació en 1996 y que cada año promueve muchos grupos musicales italianos emergentes e ideas ideas, especialmente las que son más innovadoras. Esta reseña homenaje tiene lugar en Alberone di Cento, una ciudad al norte de Italia, que está localizado en la provincia de Ferrara, en la región Emilia-Romagna.
En 2002, la banda italiana de rock progresivo y jazz fusión Picchio dal Pozzo descubrió las cintas de grabación que hicieron en 1979 con Stratos actuando en el Teatro IPPAI (Instituto para la Protección y la Asistencia de la Juventud) en Génova, Italia. La interpretación de Stratos con Picchio dal Pozzo se publicó en el 2004, en el álbum Pic_nic @ Valdapozzo, cuyas canciones están construidas alrededor de la voz de Stratos. El efecto particularmente notable en la canción Epitaffio, en la cual Stratos crea una melodía dulce con su técnica de Flautofonie, mientras se proporciona un sutil golpeteo, armonía y sonidos nocturnos de manera gentil para no opacar su voz.
El Premio Internacional “Demetrio Stratos” para la música experimental, establecido en el 2005 y promovido por su esposa, Daniela Ronconi Demetriou, miembros de Area, Patrizio Fariselli, Claudio Chianura, Walter Prati y Gerd Rische, otorga premios a los músicos emergentes y a proyectos nuevos de experimentación musical, y a carreras notables en música experimental. El premio para el mejor proyecto de un artista emergente fue asignado a Romina Daniele en el 2005. Se han otorgado los Premios de Carreras destacadas en música experimental a Diamanda Galás en el 2005, Meredith Monk en el 2007, Fred Frith en el 2008, Fátima Miranda en el 2009, y Joan La Barbara en el 2011.
La voce Stratos (La voz de Stratos) es un libro y un documental de la vida y carrera de Demetrio Stratos, publicado en 2009 y dirigido por Luciano D'Onofrio y Monica Affatato, con la colaboración de la esposa de Stratos, Daniela Ronconi Demetriou. Incluye más de treinta entrevistas con los colaboradores de Stratos, músicos, artistas e investigadores de fonética, así como fotos, vídeos e imágenes inéditas. La segunda edición de Suonare la voce: tributo a Demetrio Stratos (Tocando la voz: Tributo a Demetrio Stratos) se celebró en Génova en el mismo año. Los dos días de seminarios y conciertos culminaron con una interpretación de la cantante española Fátima Miranda.
El 25 de agosto de 2009 en Siena, los miembros restantes de Área, Patrizio Fariselli, Ares Tavolazzi y Paolo Tofani junto con el hijo de Capiozzo, Christian, en la batería, y Mauro Pagani en la voz y el violín se reunieron por primera vez en más de una década durante la novena edición del festival La Città Aromatica (La Ciudad Aromática), dedicado a Demetrio Stratos, treinta años después de su muerte. El 29 y 30 de enero del 2010, hubo otro tributo a Stratos y otro reencuentro de Área con UT Gandhi (Umberto Trombetta) en la batería. Tocaron en el Teatro San Lazzaro di Savena (Bolonia) como parte de StratosFerico: Omaggio a Demetrio Stratos (StratosFérico: Tributo a Demetrio Stratos).
La vida de Demetrio Stratos encarna perfectamente el espíritu de los años 70. Recientemente, el director italiano Gabriele Salvatores anunció su intención para producir una película que explora la música y la política en Italia durante aquellos años a través de la vida del carismático cantante.

## Estudios de investigación de la fonética
Trucos vocales aparte, la misión de Stratos era liberar la expresión vocal de la esclavitud de la lengua y de las melodías bonitas. De la observación de su hija Anastassia, concluyó que los humanos tienen enormes potenciales sonoros expresivos que se reducen progresivamente a sólo unas cuantas funciones socialmente apropiadas para desarrollo verbal, como lengua y canto armónico. Consideraba que la exploración del potencial vocal como herramienta de liberación psicológica y política. Él, literalmente, quiso que individuos y grupos sociales encontraran su voz propia.
Además, la discografía oficial de Área, por la cual Stratos es recordado, es importante recordar sus trabajos solistas; un conjunto masivo de producciones llenas de experimentación e investigación vocal. Su estudio de la voz utilizada como un instrumento musical le llevó a alcanzar los límites de las capacidades vocales humanas. Stratos era capaz de alcanzar los 7,000 Hz, cuando un tenor habitualmente logra 523 Hz y una soprano, 1,046 Hz (C6). Podía sostener notas por largos periodos de tiempo, modularlas como en vibrato y saltar y zambullirse de grave a agudo y viceversa, con una precisión milimétrica. Utilizando canto difónico y otras técnicas extendidas, era capaz de interpretar diplofonías, triplofonías y cuatrofonía, la capacidad de producir dos, tres e incluso cuatro sonidos simultáneamente (multifónicos), utilizando sólo la voz humana como instrumento musical. En colaboración con el CNR de Padua, ha publicado muchos estudios en etnomusicología, extensiones vocales y canto de música asiática.
La asombrosa investigación de Stratos trae muchas sugerencias de los campos inexplorados tales como la preeminencia particularmente estimulante e innovadora del significado (mean) sobre lo significante (meant) y el valor ritual de la voz. Su investigación en el campo de la fonética (fonética articulatoria, fonética acústica y fonética auditiva), y la poesía experimental lo llevaron a liberar su voz de cada restricción naturalista, restaurando su profundidad y dimensión. El resultado de esto puede ser escuchado en dos grabaciones de sus composiciones Metrodora y Cantare la Voce, donde lo que suena como un instrumento es de hecho su voz.
| La preeminencia del significante sobre el significado es una cuestión de la cual la lingüística y la pragmática son aficionadas, y ha llevado al punto de inflexión tanto en la semántica como en la semiótica. El valor del lenguaje no debe ser investigado en las conexiones entre los signos o en la relación entre el significante (significante) y el significado (signifié), sino en el uso del lenguaje en el contexto. Por ejemplo, hay un significado meta-comunicativo en un cambio de tono, volumen, timbre o tono del sonido producido por la voz que puede anular el valor semántico de una oración (las palabras). Stratos captaba el aumento semántico producido por la voz. No es sólo en función de los significados, sino que es su propio modo primario de expresión corporal. La voz tiene un significado comunicativo por sí mismo que merece ser escuchado independientemente de los significados que pueda transmitir. El significante "voz" se vuelve semiogenético, que es productor de nueva significación al verificarse en su esencia desnuda, en su "phoné". El sonido "mágico" de la voz es independiente de los significados, por lo que Stratos produce sonidos sin significados codificados, que crean nuevos mundos posibles.[cita requerida] Como el Oread Echo petrificado, su investigación para esta voz perdida explora el llanto humano, la respiración, el ruido. Se propone volver a la realidad corporal, a la materialidad instintiva, a la base animal dionisíaca, suprimida por una objetividad codificada. La insistencia en la "voz significativa" quita valor de la producción subjetiva del significado. Stratos lleva a una disolución del "yo" por una modulación creativamente repetitiva en beneficio de una unión intersubjetiva de las fuentes de la vida.[cita requerida] La voz nómada representa la liberación, aspira a la vocalización corporal sustraída a las inflexiones fijas del bel canto. En "Mirologhi I", "Mirologhi II" y "Criptomelodie Infantili", la voz tiende a declinar pluralmente, susurra, gime, imita, se convierte en diplofonía y triplofonía. Es un vocalismo polifónico sin un tema, andrógino, donde ambos géneros, masculinos y femeninos, conviven. Stratos canta la voz, la mera apariencia, pharmakon, venenoso y curativo, sin otra cosa que la voz, un puro acto lúdico, sólo la voz como voz. "De esta manera la soberanía subversiva de la voz como un evento, el desafío de la comunicación pharmakon deja el tema en una ingeniosa antropatria en algún lugar entre el disfrute incondicionado y el consumo”.[cita requerida] La alabanza del significante de la voz apoya una epistemología de la percepción, afirma "el error de Descartes" que redujo la razón a la palabra conceptual. Está en línea con el "Praktognosia" (conocimiento práctico) de Maurice Merleau-Ponty, que establece el punto de partida que señala las percepciones sensibles de nuestros cuerpos. | Stratos se refiere a los aulos, la flauta de doble caña utilizada por los antiguos durante los ritos de la antigua Grecia; produce dos sonidos y es capaz de mantener a las personas en estado de trance. En su "Flautofonie ed Altro", una canción que aparece en su álbum de 1978, Cantare la voce, hay dos voces no armónicas que causan al oyente un estado de trance, similar al de los ritos religiosos, y una sensación de extrañamiento. Así, la voz-música de Stratos es una especie de rito laico que produce en los oyentes la capacidad de alcanzar su origen primordial. "La voz de flauta de Stratos interpreta un tema circular, una inspiración modal que nos llena a una experiencia de comunión, interacción ritual y sacrificios. Esa repetición sugiere algo hipnótico que debería ser propicio al estado de trance. Stratos parece desear una escucha participativa, espontánea y generosa. A través de estas repeticiones, siempre diferentes, pretendía abolir, disolver, disolver el "ego", como elemento básico del sacrificio. En esta disolución de la identidad, nosotros (el grupo de oyentes) estamos en comunión con los dioses (divinidades), la Tierra y la vida.” - Janete El Haouli (traducido del español al italiano al inglés) En los años de la profanación y la secularización del cristianismo, Stratos propuso una nueva sacralidad laica, en nombre de los antiguos griegos, un retorno a la verdadera ritualidad. La música binomial de la voz había olvidado esa ritualidad porque en el mundo de hoy sólo se utiliza para proponer pensamientos, ideas e ideologías humanas más que las experiencias sagradas de la íntima comunión entre los seres humanos y la naturaleza que nos rodea.[cita requerida] La búsqueda de las triplofonías y cuadrifonías es utilizada por monjes tibetanos y algunos caballeros de Mongolia. "Es un uso ritual de la voz", escribió Stratos, y este propósito se mantiene en sus obras. Hay cuatro elementos rituales: la repetición, el escape de lo ordinario, la pérdida del ego y la dimensión comunitaria. Quizás, leyendo a Gilles Deleuze, Stratos se había convencido de que la repetición no era la coacción desafortunada de repetir la neurosis obsesiva, sino que debía convertirse en una técnica para escapar de lo ordinario, desde el flujo temporal hasta el acceso a otro orden de verdad. Por lo tanto, el trance con la abolición del ego y el mundo conocido aumentó el horizonte en otros mundos. El resultado fue una escena colectiva, una actuación estridente y mística al mismo tiempo.[cita requerida] En las obras de Stratos podemos encontrar el portador de los rituales laicos en los mega conciertos de rock, donde la audiencia no se agota por lo espectacular del modelo mimético de la súper estrella, sino en la fruición casi a la religiosa del voz-música que nos permite sentirnos en la escena el hielo frío temblar el enfriamiento de nuestras pertenencias a la vida. |

Debido a su gran capacidad, sus técnicas adquiridas y sus estudios con el CNR, era capaz de producir resultados que aún son inalcanzables para otros. Daniel Charles le ha descrito como la persona que diezmó la monodia a través de desmultiplicación del espectro acústico. Logró una diplofonía que es triplofonía, incluso cuadrafónica. Su vocalización se convirtió en una micro orquestación (instrumento de voz) sin ninguna amplificación tecnológica o manipulación. Elevó el canto de rock a nuevas alturas con su gimnasia vocal.

## Discografía
Demetrio Stratos publicó varios álbumes de estudio y sencillos como artista solista, y apareció en varios álbumes grabados por otros artistas.

### Álbumes
| Año  | Álbum                            | Información adicional |
| ---- | -------------------------------- | --- |
| 1968 | I Ribelli                        | Álbum por I Ribelli. |
| 1972 | Radius                           | Álbum por Alberto Radius. Demetrio Stratos aparece e2. "A la Luna estoy Yendo" @– 7:28. |
| 1974 | Nova Musicha N. 1                | Álbum por John Cage. Demetrio Stratos presenta encima pista B3. "Demetrio Stratos @– Sitxy@–Dos Mesostics Re Merce Cunningham (Frammenti)" @– 9:00. Originalmente liberado en formato de #elepé del vinilo y publicado en Italia por Calambres, CRSLP 6101; re@–liberado en 2007 en CD Sized Álbum Replica, Gatefold, formato de Edición Limitada y publicado en Japón por Días Extraños, POCE@–1205. |
| 1976 | Metrodora                        | Originalmente liberado en formato de #elepé del vinilo y publicado en Italia por Calambres, CRSLP 6205; re-liberado en 2007 en CD Sized Álbum Replica, formato de Edición Limitada y publicado en Japón por Días Extraños, POCE-1197. Lista de pistas Lado A 1. "Segmenti Uno" – 3:36 2. "Segmenti Previsto" @– 4:04 3. "Segmenti Tre" – 4:01 4. "Segmenti Quattro" @– 4:31 Lado B 1. "Mirologhi 1 (Lamento d'Epiro)" @– 4:23 2. "Metrodora" @– 8:55 3. "Mirologhi 2 (Lamento d'Epiro)" @– 4:10                |
| 1976 | Cantata Rossa per Taal al Zaatar | Álbum por Gaetano Liguori, Giulio Stocchi y Demetrio Stratos, donde presenta a Concetta Busacca, Pasquale Liguori y Roberto Del Piano. Originalmente liberado en formato de #elepé del vinilo. |
| 1978 | Futura: Poesía Sonora            | Antologia storico critica della poesia sonora ("Crítico-antología histórica de poesía de sonido"). Poemas de sonido, muchos de ellos actuados por sus autores. Editado por Arrigo Lora-Totino; introducción por Renato Barilli. Demetrio Stratos presenta encima disco 7, pista Un2. "O Tzitziras o Mitziras" – 4:01 Originalmente liberado en formato de #elepé del vinilo y publicado en Italia por Calambres, 5204-001; re@–liberado en 1989 en CD formato y publicado en Italia por Cramps, CRSCD 091-095. |
| 1978 | Cantare la voce                  | Originalmente liberado en formato de LP de vinilo y publicado en Italia por Calambres, 520.6119. Lista de pistas Lado A 1. "Investigazioni (Diplofonie e Triplofonie)" – 14:41 2. "Passaggi 1,2" – 5:16 Lado B 1. "Criptomelodie Infantili" @– 6:23 2. "Flautofonie ed Altro" @– 6:17 3. "Le Sirene" – 6:19 |
| 1978 | Mauro Pagani                     | Ascolto - "L'albero di canto" - "L'albero di canto II" |
| 1979 | Le Milleuna                      | El texto escrito por Nanni Balestrini. Originalmente liberado en formato de #elepé del vinilo y publicado en Italia por Calambres, 7243 8 57442 2 8; re-liberado en 1990 en CD formato y publicado en Italia por Calambres, CRSCD 034; re-liberado en 2007 en CD Sized Álbum Replica, formato de Edición Limitada y publicado en Japón por Días Extraños, POCE-1170. Lista de pistas 1. "Le Milleuna" – 63:13                                                                                                  |
| 1979 | Carnascialia                     | Polygram. 1. "Canzone numero uno (c'è chi batte i denti, chi prende il ritmo e ci balla sopra)" (Pasquale Minieri, Piero Brega) 2. "Fiocchi di neve e bruscolini" (Antonio Vivaldi, Demetrio Stratos) 3. "Almeisan" (Minieri) 4. "Kaitain (22 ottobre 1962)" (Vivaldi, Minieri, Stratos, Maurizio Giammarco) 5. "Cruzeiro ' Sul" (Giammarco) 6. "Gamela" (Minieri, Brega) |

### Compilaciones y conciertos en vivo
| Año  | Álbum                  | Información adicional |
| ---- | ---------------------- | --- |
| 1979 | Rock'n roll exhibition | En vivo en 1978 con Paolo Tofani, Mauro Pagani, Walter Calloni, Stefano Cerri y Paolo Donnarumma. Cramps. Lista de pistas Lado A 1. "Mean Woman Blues" – 4:27 2. "Hound Dog" – 3:55 3. "Blueberry Hill / I Can’t Stop Loving You" – 4:50 4. "Long Tall Sally" – 3:35 Lado B 1. "Boom de boom" – 10:00 2. "Barefootin'" – 5:32 3. "25 Miles From Nowhere" – 11:30 |
| 1980 | Recitarcantando        | Álbum en vivo grabado en Cremona, Italia el 21 de septiembre de 1978, con Demetrio Stratos (voz) y Lucio Fabbri (violín) Originalmente lanzado en formato de LP de vinilo y publicado en Italia por Cramps, 520.6501; re-lanzado en 2007 en CD Álbum Replica, Gatefold, de Edición Limitada y publicado en Japón por Strange Days, POCE-1171. Lista de pistas Lado A 1. "Flautofonie ed altro" – 4:45 2. "Passaggi" – 2:05 3. "Cometa Rossa" – 9:19 4. "Le sirene" – 5:02 Lado B 1. "Flautofonie ed altro" – 8:10 2. "Investigazioni (diplofonie triplofonie)" – 7:05 3. "Mirologhi 1" – 5:30 4. "Investigazioni" – 1:35 |
| 1985 | Concierto todo'Elfo    | Interpretación en vivo (de Cantare la voce), originalmente lanzado en CD y publicado en Italia por Cramps,300 037-2; re-lanzado en 2007 en CD Álbum Replica, formato de Edición Limitada, y publicado en 2007 en Japón por Strange Days,POCE-1172. |
| 1999 | La Voce-Musica         | |
| 2004 | Stratosfera            | Box set de 5-CD que contiene todas las grabaciones solistas de Stratos: Metrodora, Cantare la Voce, Recitaracantando (con Lucio Fabbri), Le Milleuna, y Concerto all'Elfo. Akarma R 624296 |

### Sencillos
| Año  | Solo                                              | Información adicional                                      |
| ---- | ------------------------------------------------- | ---------------------------------------------------------- |
| 1966 | "Adriano venido / Enchinza Bubu"                  | Sencillo por I Ribelli.                                    |
| 1966 | "Por Una Lira / Ehi... Voi!"                      | Sencillo por I Ribelli. Dos ediciones.                     |
| 1967 | "Chi Mi Aiuterà / Un Giorno Se Ne Va"             | Sencillo por I Ribelli                                     |
| 1967 | "La Follia / Pugni Chiusi"                        | Sencillo por I Ribelli                                     |
| 1969 | "Adiós / Josephine"                               | Sencillo por I Ribelli                                     |
| 1969 | "Obladì Obladà / Lei m'ama"                       | Sencillo por I Ribelli                                     |
| 1969 | "Oh Darling / Il vento No sa leggere"             | Sencillo por I Ribelli                                     |
| 1972 | "El sueño del papá / Desde entonces has sido ido" | Vinilo de 7" publicado en Italia por Número Uno, ZN 50142. |
| 1978 | O Tzitziras o Mitziras                            | Cramps Records                                             |

### Videos
| Año  | Título          | Información adicional |
| ---- | --------------- | --- |
| 2006 | Suonare la voce | Originalmente lanzado en VHS y DVD y publicados en la Unión Europea por Cramps, 7243 4 91955 3 0Lista de pistas 1. "Investigazioni (diplofonie e trifonie)" 2. "Passaggi 1, 2" 3. "Criptomelodie infantili" 4. "Flautonie ed altro" 5. "Le sirene" 6. "Sixty two Mesostics Re Merce Cunningham" 7. "Cometa rossa" 8. "Luglio, agosto, settembre (nero)" 9. "Mean Woman Blues" 10. "Hound Dog" 11. "Long Tall Sally" 12. "Metrodora" |
| 2009 | La voce Stratos | |